# 80 Virginis
80 Virginis är en orange jätte i Jungfruns stjärnbild.
Stjärnan har visuell magnitud +5,71 och är synlig för blotta ögat vid god seeing. Den befinner sig på ett avstånd av ungefär 315 ljusår.